# ترانکیوال
ترانکیوال (به انگلیسی: Tranquival)
رده درمانی: آرامبخش.
اشکال دارویی: قرص

## موارد مصرف
اضطراب، هیجان و بی قراری
اختلالات خواب ناشی از مشکلات عصبی
اسپاسم های عصبی
آسم عصبی
تاکی کاردی عصبی

## اجزاء و مواد موثره
هر قرص ترانکی وال شامل:
```
- عصاره ریشه سنبل الطیب Valerianaofficinalis 150 میلی گرم
- عصاره اندام هوایی گل ساعتی Passifloraincarnata 100 میلی گرم
- پودر گل آذین ماده رازک Hummuluslupulus 50 میلی گرم
- پودر برگ 
بادرنجبویه
 Melissa officinalis 50 میلی گرم
```

## اثرات درمانی و فارماکولوژی
این دارو دارای اثر مسکن و آرام بخش بوده و باعث کاهش اضطراب و تحریک پذیری می گردد، اسپاسم و دردهای با منشا عصبی (بویژه در کودکان) را تسکین می-دهد. مواد موثره گیاهان به کاررفته در قرص ترانکی وال، به دلیل اثرات آرام بخشی، به تدریج اختلالات خواب ناشی از مشکلات عصبی از قبیل بیدار شدن های مکرر در طول خواب را بهبود بخشیده و زمان شروع خواب را کوتاه می نماید. قرص ترانکی وال با اصلاح کیفیت خواب منجر به ایجاد خوابی ملایم و منظم همراه با شادابی صبحگاهی می گردد. برای این دارو هیچگونه اعتیاد یا وابستگی گزارش نشده است. 

## دستور مصرف
بزرگسالان: در مورد بی خوابی و بی نظمی خواب 1 تا 2 قرص یک ساعت قبل از خواب به مدت 15 الی 30 شب. (بعد از بهبودی کامل ، میزان مصرف بتدریج تا قطع کامل دارو ، کاهش یابد) .
در سایر موارد یک قرص قبل از غذا، این مقادیر می‌تواند تا 3 بار در روز تکرار بشود.  

## تداخلات دارویی
در زمان مصرف با سایر داروهای آرام بخش به اثرات تشدید کننده آن توجه شود .
ممکن است باعث تشدید اثرات ضد انعقادی شود .

## عوارض جانبی
در دوز پیشنهادی (در صورت عدم وجود حساسیت به گیاهان به کار رفته) مورد حادی مشاهده نشده است.
در موارد نادر عوارضی از قبیل سردرد یا مشکلات گوارشی به وجود آمده است.

## موارد منع مصرف
در بیماران با سابقه مشکلات کبدی ، مصرف نشود .
در صورت بروز عوارض حساسیتی، مصرف دارو قطع شود.

## مصرف در دوران بارداری وشیردهی
در این دوران مصرف دارو توصیه نمی شود .